# Chilapa de Álvarez
Chilapa de Álvarez, officieusement connu sous le nom de Chilapa, est situé dans la municipalité de Chilapa de Álvarez dans l'État mexicain de Guerrero, à environ 54 kilomètres à l'est de la capitale Chilpancingo.

## Source
- (en) Cet article est partiellement ou en totalité issu de l’article de Wikipédia en anglais intitulé « Chilapa de Álvarez » (voir la liste des auteurs).